# Annie Brocoli dans l'espace
 (mai 2021).
Annie Brocoli dans l'espace est un album musical ainsi que le deuxième film d'Annie Brocoli lancé en septembre 2001.

## Historique
Le film sort au printemps 2001 et l'album en septembre.

## Film

### Histoire
Annie Brocoli apprend que les marguerites sont en danger. Le générateur ne fonctionne plus, et les pétales ont été enlevés. Pour les retrouver, elle doit parcourir l'espace. Lors de son périple, elle rencontre plusieurs personnages, dont Madame Chose, Robi Bigoudi et Électrochide, qui trouvent ses pétales parmi leurs possessions.

### Chansons
1. 5, 4, 3, 2, 1, Brocoli !
2. Perdue dans l'espace (chanson bonus)
3. Madame Chose
4. Une paire de lunettes optiques
5. Le yoga en orbite
6. La fée des dents
7. Robi Bigoudi
8. Électrochide
9. J't'aime gros comme le ciel

### Production
- Réalisation : Sébastien Toupin
- Conception : Sébastien Toupin et Annie Brocoli
- Scénario : Annie Brocoli (scénario des clips par Sébastien Toupin) et François Avard[1]
- Réalisation de la trame sonore : Jean-François Munger, Guy Tourville
- Réalisation musicale : Jean-François Munger, Guy Tourville
- Paroles des chansons : Annie Brocoli
- Musique des chansons : Jean-François Munger
- Direction de production : Nathalie Gauthier
- Équipe technique : Marie Lamarre, Carole Dubuc, Philippe-Louis Martin, Sylvain Tessier, Jean-Claude Leblanc, Steve Desrosiers, *Jean-François Perreault, Aurélien Salvy, Jean-François Roy, Lyne Jacob, Jean-Yves Riopel, Carol Lawrence, Louise Lavoie
- Post-production et conception de la pochette : Atelier IN16
- Montage : Sébastien Toupin, Benoît Saint-Jean, Michel Leduc, Jocelyn Lapalme et leurs acolytes
- Studios de tournage : Ciné-Cité (Saint-Hubert), PMT Vidéo (Montréal)
- Producteur : Mark Lazare
- Production : Tacca Musique, DKD TV inc[2].
- Distribution : Distribution Select

### Ajout au DVD
La version vidéocassette du film dure 62 minutes et ne contient pas d'extras. La version DVD dure quant à elle 100 minutes et contient les coulisses du tournage et autres extras.
DKD TV & DAMNfx

### Pressages
- Vidéocassette : TAVD-106 (6402701063)
- DVD : TADVD-114 (6402701149)

## Album
L'album contient 14 chansons, qui sont :
1. 5, 4, 3, 2, 1, Brocoli !
2. Madame Chose
3. Une paire de lunettes optiques
4. Le yoga en orbite
5. Infirmière de l'air*
6. La fée des dents
7. Robi Bigoudi
8. Tic Tac*
9. Électrochide
10. Baban, je suis balade**
11. Germaine, la grenouille végétarienne**
12. Danse avec Annie Brocoli**
13. J't'aime gros comme le ciel
14. Le ciel

- Les chansons 5, 8 et 14 ne sont pas dans le film.
- Les chansons 10,11 et 12 proviennent de son premier film.

## Prix et récompenses
- Prix Félix Album de l'année dans la catégorie des disques pour enfants[1]